# بريندا راسيل
بريندا راسيل (بالإنجليزية: Brenda Russell)‏ هي عازفة بيانو ومغنية مؤلفة أمريكية، ولدت في 8 أبريل 1949 في بروكلين في الولايات المتحدة.

## وصلات خارجية
- الموقع الرسمي
- بريندا راسيل على موقع IMDb (الإنجليزية)
- بريندا راسيل على موقع روتن توميتوز (الإنجليزية)
- بريندا راسيل على موقع ميوزك برينز (الإنجليزية)
- بريندا راسيل على موقع قاعدة بيانات برودواي على الإنترنت (الإنجليزية)
- بريندا راسيل على موقع قاعدة بيانات الأفلام السويدية (السويدية)
- بريندا راسيل على موقع أول ميوزيك (الإنجليزية)
- بريندا راسيل على موقع ديسكوغز (الإنجليزية)
- بريندا راسيل على موقع ديسكوغز (الإنجليزية)
- بريندا راسيل على موقع ديسكوغز (الإنجليزية)
- بريندا راسيل على موقع كينوبويسك (الروسية)